# Ferrocarril de Luanda

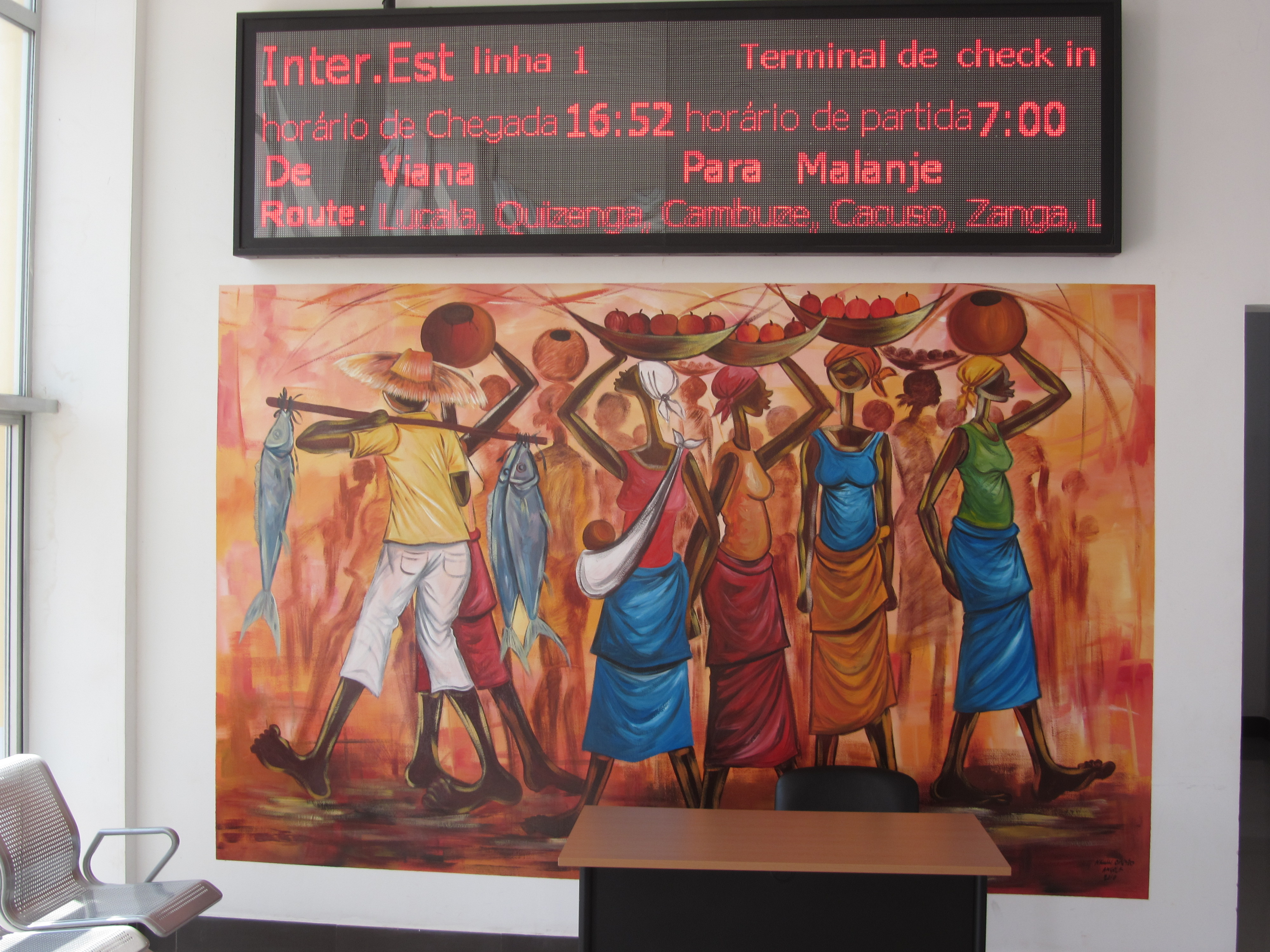
Cuadro de llegadas en Malanje un jueves de agosto de 2011

El Ferrocarril de Luanda, con 424 km de longitud y un ancho de 1.067 mm, une Luanda, la capital de Angola, con Malanje, capital de la provincia del mismo nombre. Fue construido por la administración colonial portuguesa en esta región densamente poblada para el transporte de pasajeros y de mercancía. Después de que gran parte de la línea hubiese sido destruida durante la Guerra Civil Angolana, fue reconstruida con aportaciones de empresas chinas e indias. El Estado de Angola compró en la India locomotoras diésel y vagones para llevar a cabo el servicio ferroviario, que fue retomado a comienzos de 2011.